# Werner Stein (Politiker)
Werner Stein (* 14. Dezember 1913 in Berlin-Wilmersdorf; † 31. März 1993 in Berlin) war ein deutscher Politiker (SPD). Der Physiker und Biophysiker war von 1964 bis 1975 Senator für Wissenschaft und Kunst von Berlin.

## Leben
Stein studierte Physik in Berlin und Frankfurt am Main, wohin er seinem Doktorvater Marianus Czerny folgte und wo er über die Eigenschaften von Quarz im Infraroten promovierte. Im Februar 1946 wurde er Assistent bei Robert Rompe an der Friedrich-Wilhelm-Universität in Berlin und wirkte als Dozent.
Ab 1946 erschien Werner Steins bis heute immer wieder neu aufgelegter Kulturfahrplan, ein synchronistisches Tabellenwerk zur Weltgeschichte.
Im Wintersemester 1949/50 wechselte er an die neu gegründete Freie Universität im Westteil der Stadt, wurde Assistent am Physikalischen Institut bei Hans Lassen. Er habilitierte und begründete das Institut für Biophysik.
Er trat in die SPD ein. 1955 wurde er in das Abgeordnetenhaus von Berlin gewählt. Aufmerksamkeit und Anerkennung erntete Stein 1960 im Landesparlament und in der Berliner Öffentlichkeit als Vorsitzender des Untersuchungsausschusses, der die Umstände klären sollte, unter denen der Regisseur Rudolf Noelte 1959 vom Volksbühnen-Chef Siegfried Nestriepke fristlos entlassen wurde. Das Ergebnis der Untersuchung war für Nestriepke nicht schmeichelhaft, er musste seinen Posten aufgeben. Stein blieb fünf Legislaturperioden lang Abgeordneter, schied 1975 aus dem Landesparlament aus.

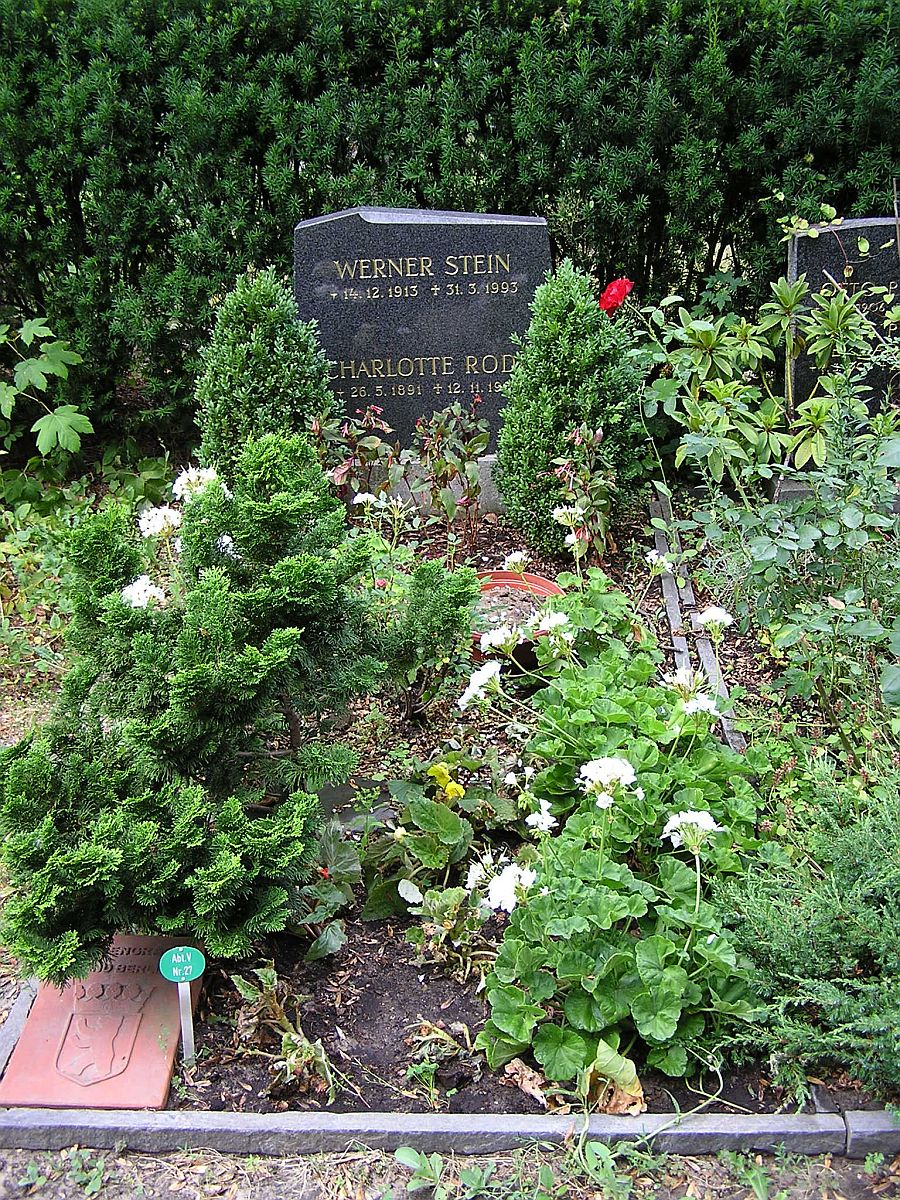
Grab

1964 wurde er auf Vorschlag des Regierenden Bürgermeisters Willy Brandt zum Senator für Wissenschaft und Kunst gewählt. 1969 entstand unter seiner Federführung ein neues Berliner Hochschulgesetz, das Studenten und universitärem Mittelbau mehr Mitsprache gewährte. 1973 legte er einen Referentenentwurf zur Novellierung des Berliner Universitätsgesetzes vor, der den Professoren wieder mehr Gewicht geben sollte. Nach seiner Zeit als Senator war Stein Mitglied im Rundfunkrat des Senders Freies Berlin.
Stein ist auf dem Friedhof Schmargendorf bestattet. Das Grab ist als Ehrengrab der Stadt Berlin gewidmet.

## Auszeichnungen
- 1975: Ernst-Reuter-Plakette des Landes Berlin
- 1983: Stadtältester von Berlin